# Roon
Roon is een eiland voor de zuidwestkust van Teluk Cenderawasih (vroeger
Geelvinkbaai) in de Indonesische provincie West-Papoea. Het wordt van het vasteland gescheiden door de smalle straat Selat Numamuran. Het eiland bestaat uit koraalformatie, basalt en zand; zelfs op de hoogste toppen in het binnenland - de grootste hoogte is 300 meter - worden in de bodem nog schelpen aangetroffen. Het eiland is rijk aan kristalheldere bronnen en kreken, maar rivieren ontbreken. De bevolking leeft hoofdzakelijk van visvangst. De voornaamste plaats is Yende aan de westkust.